# Апостольский викариат Контагоры
Апостольский викариат Контагоры (лат. Vicariatus Apostolicus Kontagoranus) — апостольский викариат Римско-Католической церкви c центром в городе Контагора, Нигерия. Апостольский викариат Контагоры подчиняется непосредственно Святому Престолу. Кафедральным собором апостольского викариата Контагоры является церковь святого Михаила Архангела.

## История
15 декабря 1995 года Святой Престол учредил апостольскую префектуру Контагоры, выделив её из епархий Илорина, Минны и Сокото.
21 мая 2002 года апостольская префектура Контагоры была преобразована в апостольский викариат.

## Ординарии апостольского викариата
- епископ Timothy Joseph Carroll (15.12.1995 — 30.04.2010);
- епископ Bulus Dauwa Yohanna (2.02.2012 — по настоящее время).

## Источник
- Annuario Pontificio, Libreria Editrice Vaticana, Città del Vaticano, 2003, ISBN 88-209-7422-3